# 瀛州
瀛洲（えいしゅう）は、
1. 古代中国において、仙人の住むという東方の三神山（蓬萊・方丈）の一つ[1]。
2. 転じて、日本を指す[2]。「東瀛（とうえい）」ともいう[2]。日本の雅称である[3]。

瀛州（ヨンジュ）は、済州島の別名。
瀛州（えいしゅう）は、
1. 中国にかつて存在した州。南北朝時代から北宋にかけて、現在の河北省滄州市西部に設置された（後述）。

## 魏晋南北朝時代
487年（太和11年）、北魏により定州の河間郡と高陽郡および冀州の章武郡が分割され、瀛州が置かれた。その州治は趙都軍城に置かれた。

## 隋代
隋初には瀛州は下部に4郡11県を管轄した。583年（開皇3年）、隋が郡制を廃すると、瀛州の属郡は廃止された。596年（開皇16年）に蒲州および景州が分割設置されたが、605年（大業元年）にそれぞれ廃止され、その管轄区域は瀛州に統合された。607年（大業3年）に州が廃止されて郡が置かれると、瀛州は河間郡と改称され、下部に13県を管轄した。隋代の行政区分に関しては下表を参照。
| 隋代の行政区画変遷 | 隋代の行政区画変遷        | 隋代の行政区画変遷   | 隋代の行政区画変遷   | 隋代の行政区画変遷 | 隋代の行政区画変遷 | 隋代の行政区画変遷 | 隋代の行政区画変遷                                                                       |
| 区分               | 開皇元年                  | 開皇元年             | 開皇元年             | 開皇元年           | 開皇元年           | 区分               | 大業3年                                                                                  |
| ------------------ | ------------------------- | -------------------- | -------------------- | ------------------ | ------------------ | ------------------ | ---------------------------------------------------------------------------------------- |
| 州                 | 瀛州                      | 瀛州                 | 瀛州                 | 瀛州               | 定州               | 郡                 | 河間郡                                                                                   |
| 郡                 | 河間郡                    | 高陽郡               | 章武郡               | 漳河郡             | 博陵郡             | 県                 | 河間県 楽寿県 鄚県 高陽県 博野県 清苑県 平舒県 景城県 文安県 長蘆県 饒陽県 束城県 魯城県 |
| 県                 | 武垣県 楽城県 鄚県 任丘県 | 高陽県 博野県 永寧県 | 平舒県 成平県 文安県 | 長蘆県             | 饒陽県             | 県                 | 河間県 楽寿県 鄚県 高陽県 博野県 清苑県 平舒県 景城県 文安県 長蘆県 饒陽県 束城県 魯城県 |

## 唐代以降
621年（武徳4年）、唐が竇建徳を滅ぼすと、河間郡は瀛州と改められた。742年（天宝元年）、瀛州は河間郡と改称された。758年（乾元元年）、河間郡は瀛州の称にもどされた。瀛州は河北道に属し、河間・高陽・平舒・束城・景城の5県を管轄した。
1108年（大観2年）、北宋により瀛州は河間府・瀛海軍節度に昇格した。